# Komplientes System

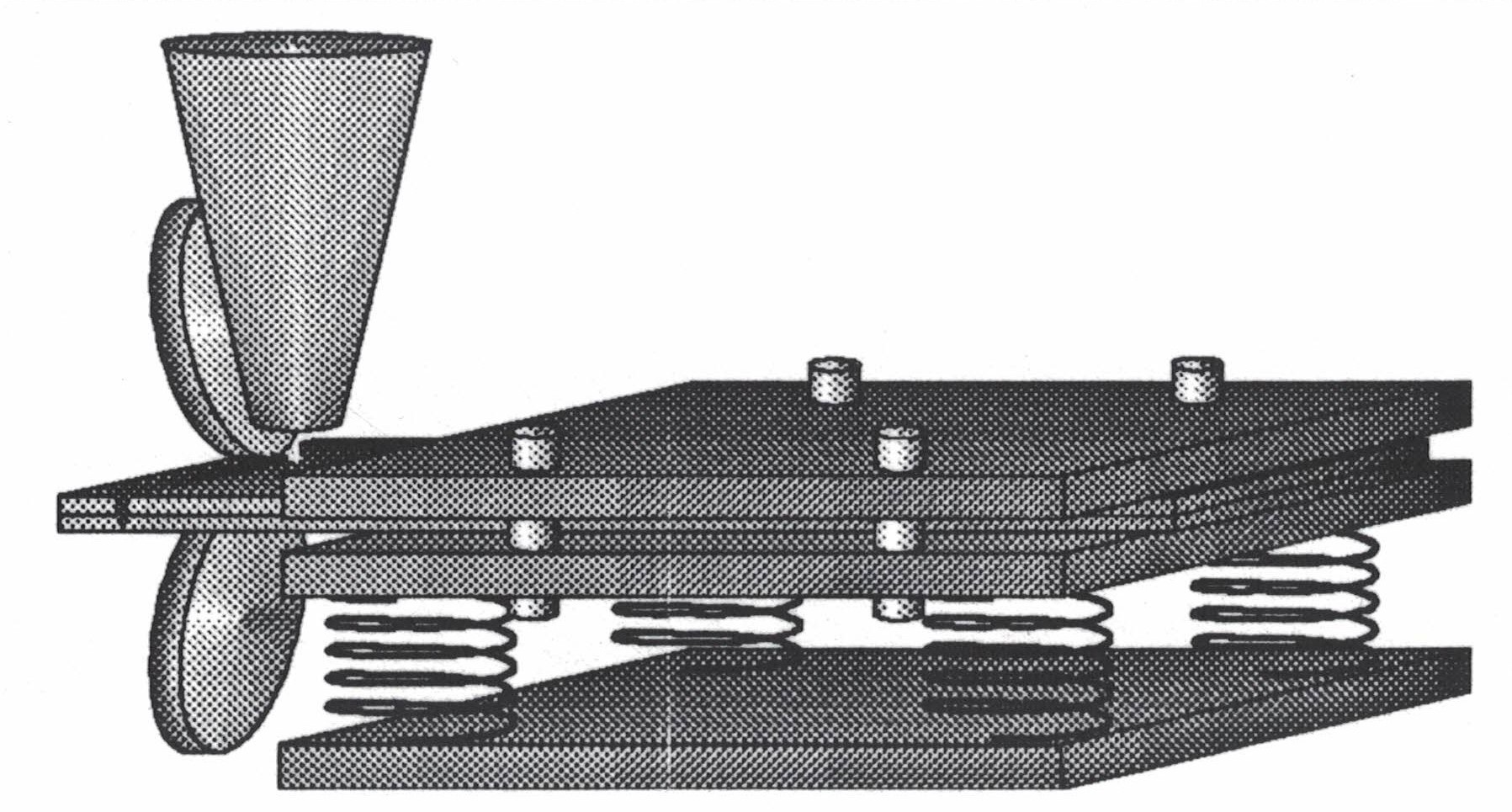
Komplientes System mit Federn zwischen Tisch und Spannvorrichtung. Der Laserschweiß-Roboter positioniert das Bauteil über Rollen.

Ein komplientes System ist ein Ausgleichsmechanismus, der bei der Montage Positionsfehler zwischen den Fügepartnern durch nachgiebiges Ausweichen in definierte Richtungen aufgrund der Kontaktkräfte ausgleicht. Der Begriff leitet sich vom englischen Wort compliant (nachgiebig) ab.
Durch kompliente Systeme kann bei der Fertigung mit Industrierobotern der Toleranzbereich, in dem die Roboterbahn verlaufen muss, vergrößert werden. Das bringt wesentliche Vorteile bei der Bahnprogrammierung: Um die Lasermaterialbearbeitungsanlagen durch CAD/CAM-Koppelung zeitoptimal zu nutzen, wird oft die Offline-Programmierung statt eines nebenzeitintensiven Teach-Vorganges eingesetzt. Die Offline-Programmierung ist aber in den meisten Fällen ohne sensorgestützte Korrektur der Bahnfehler des Roboters und der Geometrie- und Lageabweichungen des Werkstücks nicht möglich. Kompliente Systeme können die hohen Investitionskosten für Sensorik reduzieren oder vermeiden.
Kompliente Spannvorrichtungen haben mindestens einen unbestimmten Freiheitsgrad. Sie bestimmen das Werkstück kinematisch nicht und sind daher nicht identisch mit elastischen Spannvorrichtungen, die Werkstücke kinematisch bestimmt spannen, indem sie alle 6 Freiheitsgrade des zu spannenden Körpers binden.